# Gorina
Gorina (en serbe cyrillique : Горина) est un village de Serbie situé sur le territoire de la Ville de Leskovac, district de Jablanica. Au recensement de 2011, il comptait 656 habitants.

## Histoire

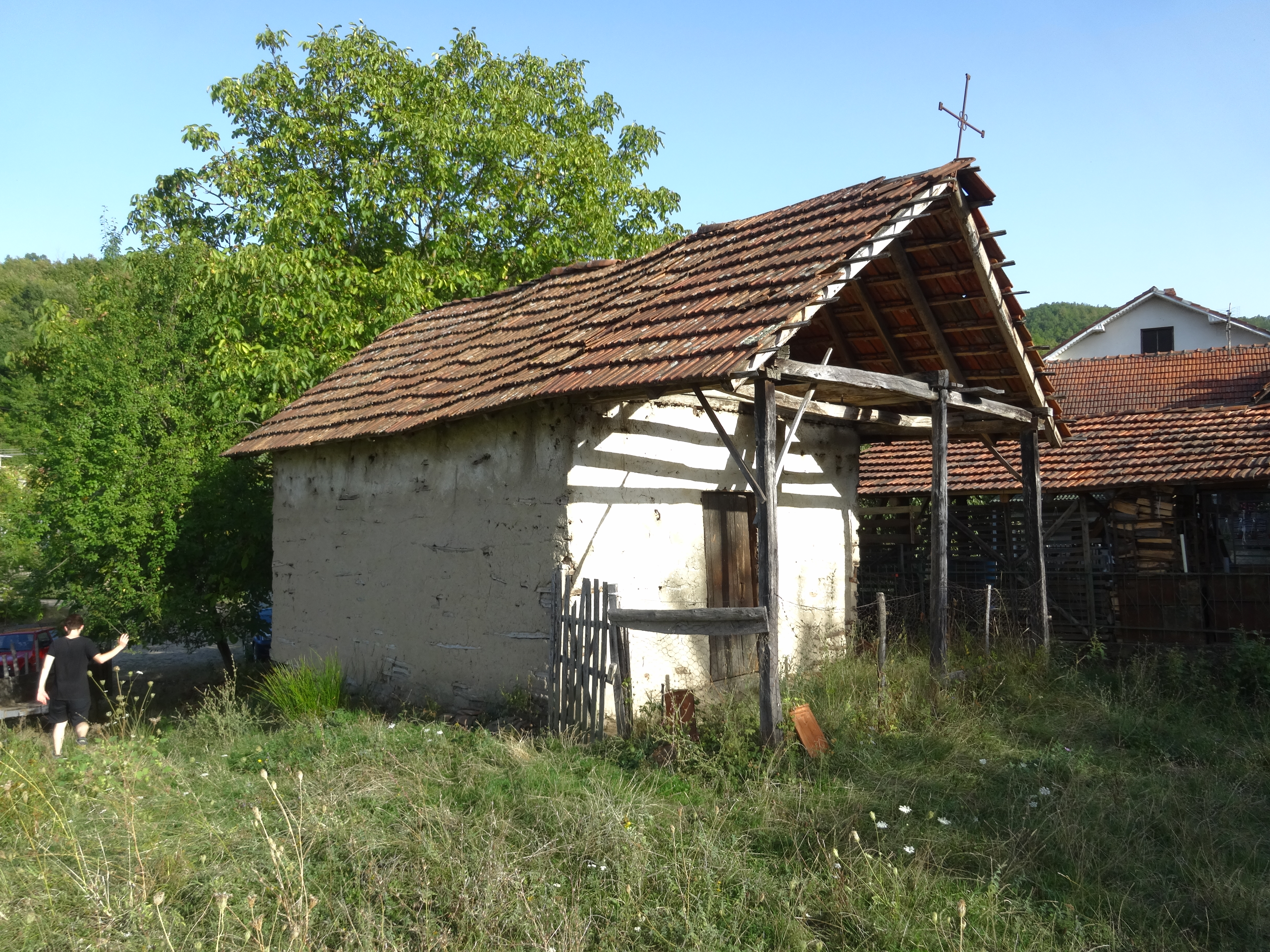
La Donja crkva de Gorina

## Démographie

### Évolution historique de la population
| 1948 | 1953 | 1961 | 1971 | 1981 | 1991 | 2002 | 2011 |
| ---- | ---- | ---- | ---- | ---- | ---- | ---- | ---- |
| 702  | 777  | 774  | 820  | 822  | 821  | 732  | 656  |

|  |